# Yaniss China
Yaniss China (ur. 7 października 1989 w Villers-Cotterêts) – francuski siatkarz, grający na pozycji libero. Od sezonu 2019/2020 występuje w drużynie Harnes Volley-Ball.